# Yaroslava Bondarenko
Yaroslava Alexándrovna Bondarenko (en ruso: Ярослава Александровна Бондаренко; Moscú, 27 de febrero de 1997) es una deportista rusa que compite en ciclismo en la modalidad de BMX. Ganó dos medallas de bronce en el Campeonato Europeo de Ciclismo BMX, en los años 2016 y 2018.

## Palmarés internacional
| Campeonato Europeo | Campeonato Europeo    | Campeonato Europeo | Campeonato Europeo |
| Año                | Lugar                 | Medalla            | Competición        |
| ------------------ | --------------------- | ------------------ | ------------------ |
| 2016               | Verona (Italia)       | Medalla de bronce  | Contrarreloj       |
| 2018               | Glasgow (Reino Unido) | Medalla de bronce  | Carrera            |